# 超時空騎団サザンクロス
『超時空騎団サザンクロス』（ちょうじくうきだんサザンクロス）は、1984年4月15日から同年9月30日まで、毎日放送を製作局として、TBS系列ほかで放送されたテレビアニメ。放送時間は、毎週日曜14:00 ‐14:30（JST）。全23話。

## 概要
| 通番  | 題名                   | 放映期間               |
| ----- | ---------------------- | ---------------------- |
| 第1作 | 超時空要塞マクロス     | 1982年10月 〜1983年6月 |
| 第2作 | 超時空世紀オーガス     | 1983年7月 〜1984年4月  |
| 第3作 | 超時空騎団サザンクロス | 1984年4月 〜1984年9月  |

『超時空要塞マクロス』『超時空世紀オーガス』に続く超時空シリーズ第3弾にして最終作。SF作品分類ではファーストコンタクト物に当たり、惑星グロリエを襲う異星人ゾル人との戦いを若い3人の女性職業軍人を通して描く。
超時空シリーズの前2作と異なり、第1作『超時空要塞マクロス』では外部企画作品への制作協力的な立場で参加したタツノコプロが実際の制作を担当した。超時空要塞マクロスとは逆の制作分担となり、ビックウエストがフィルム制作に責任を負い、タツノコプロが企画および物語構成とデザインの担当となる。ただし、広告代理店であるビックウエストに実制作能力は無いため、タツノコプロがフィルムの実制作も行っている。前作『オーガス』の不振から心機一転を図り、主要制作スタッフを総入れ替えしている。
また、主人公が若い女性というのも前2作と異なる。
タツノコプロとビックウエスト間の法的闘争の結果として、地上波ではほとんど再放送されず（1993年にチューリップテレビで放送された程度）、雑誌やムック (出版)などの商業誌でも、ビックウエストおよびタツノコプロの双方に対して"個別にフィルム使用および図版の使用申請をしても双方とも拒絶される"ため、本作品が記事に採用されることが無いという特異な事態となっている。なお、2000年9月22日にパイオニアLDC（現：NBCユニバーサル・エンターテイメント）から発売された「超時空騎団サザンクロス DVD PERFECT COLLECTION」を記念して、同年内にアニメシアターXでは少なくとも一回の放送が行われている。
当初は全39話を予定していた。しかし視聴率は低迷し、16話分のエピソードを残したまま番組が打ち切りとなった。このため、ゾル人の起源などのストーリーの核心となる部分が最後まで明かされないままとなっている。
日本国外では、『超時空要塞マクロス』、『機甲創世記モスピーダ』と共にハーモニーゴールド USA社がタツノコプロと契約し、各作品が同じ作品世界の違う時代を扱った1つの大河シリーズの翻案作品『ロボテック』の第二世代編 " The Robotech Masters " (aka. " Southern Cross "; 24 episodes)として、演出や脚本・音楽等を改変、一部新作作画を加えた再編集された版が放映された。また、『メガゾーン23』の再編集版である劇場版『Robotech The Movie - Untold story -』（ロボテック・ザ・ムービー： - 語られざる物語 -）にも、本作の映像が多く使用されている。
当初、『超時空世紀オーガス』の後番組としては、キャラクターデザインに漫画家の内山亜紀を起用したコミカルタッチのヒロインアクションものが企画されていた。その企画が不採用となり、本作が放送されるに至った経緯がある。
シリーズディレクターの長谷川康雄によれば、本作品は当初は未来世紀版ジャンヌ・ダルクの構想で企画が進行し、この構想に沿ったデザイン画も描かれていた。しかし、未来世紀版ジャンヌ・ダルクの企画が不採用となり、その要素を本企画に統合することとなり、80年代の風潮に合わせて主人公（メインヒロイン）「ジャンヌ・フランセーズ」の人物像も、より庶民的な方向に修正したという。なお、未来世紀版ジャンヌ・ダルク企画のヘルメットと盾のデザインは、本作の宇宙機甲隊のマリー・アンジェルの甲冑に流用されている。

## ストーリー
21世紀末、戦争等により自然環境が汚染され、居住不可能になった地球を棄てた人類は「マルス・ベース」、「ジュピター・ベース」を介し、新天地を目指した。既に開発に目処のついた近隣のプロキシマ・ケンタウリ恒星系の惑星「リベルテ」であった。開発が一段落ついた時点で、人類は種としての生存の可能性を拡げるべく、次の殖民星開拓を目指した。開拓拠点母星「リベルテ」に次ぐ新たな植民地として開拓されつつあるエリダヌス座イプシロン恒星系の惑星グロリエは、人々が住む都市部を離れると荒野と砂漠が広がる過酷な環境ではあるが、資源・食料などの必需物資の自給もようやく可能となり始めていた。
西暦2120年のある日、突如惑星の衛星軌道と上空成層圏に異星人「ゾル」が率いる大規模な宇宙船団が現れ、惑星の明け渡しを要求する。
到底受け入れられない要求を前に開戦を余儀なくされた、惑星グロリエの警備と守備を司る開拓惑星軍「サザンクロス軍」( Army of the Southern Cross, ASC )は、開拓母星である殖民惑星「リベルテ」からの支援を受けられず、独力で全く正体不明の敵、ゾルを迎え撃たなければならない。危機を迎えたサザンクロス軍。その中には奔放ながら持ち前の行動力で物事に立ち向かう戦略機甲師団の分隊長「ジャンヌ・フランセーズ」少尉、男勝りで姉御肌の宇宙機甲隊の中隊長「マリー・アンジェル」少尉、規律と職務に忠実な参謀本部直属・憲兵隊の「ラーナ・イザヴィア」少尉、そしてジャンヌの部下の面々といった多くの若者たちがいた。
彼女らの前に現れる「ゾル」の人造「生物材料工学」構造と駆動系を持つ人型機動兵器「バイオロイド」の操縦士「サイフリート」とは何者なのか、そして、同じ姿をした者が常に3人1組として行動する三位一体のゾル人の秘密、「生命の花」とゾル人の関係、ジャンヌの部下「ボウイ・エマーソン」上等兵と出逢った異星人の民間人音楽奏者「ムジカ（ムジエ、ムゼル）」の正体、地球人が開拓した惑星グロリエが異星人ゾル人の故郷というのは真実なのかといった謎が提示されてゆく。

## 登場人物
サザンクロス軍・実地部隊 / サザンクロス軍・参謀本部 / 行政府・民間人 / 惑星リベルテ / ゾル
- （★）は、本編における主要人物（三人娘）を表す。

### サザンクロス軍・実地部隊
陸海局 / 航空宇宙局

#### 陸海局
ジャンヌ・フランセーズ（★）
声 - 富沢美智恵
本作の主人公。戦略機甲隊第15分隊の小隊長。軍規違反の常習犯で、営倉に入れられるのも日常茶飯事という札付きの女性軍人。第1話ではジャンヌとシャルルで営倉入れ替わりという光景もみられる。もともとシャルルの部下で副隊長だったが彼が降格処分となり、隊長が営倉入営にて不在時に指揮を執った第2話における戦功により、次席の地位と階級（曹長）であった彼女が少尉に任命され、小隊を指揮することとなる。
軍人であることを除けば、少尉任官式でスパルタス頭部にウサギの耳を模した飾りを付け、シャワーを浴びるのが大好きで、おしゃれにも結構うるさい、年頃の少女である。
ロボテック版では、「超時空要塞マクロス」のマクシミリアン・ジーナスとミリア・ファリーナ夫妻の娘（長女）、コミリア・マリア・ジーナスに相当する人物になっている。
アンジェイ・スラウスキー
声 - 目黒裕一
グロリエ内戦（内乱の鎮圧）を経験したジャンヌ小隊こと第15分隊の軍曹。実戦経験もない小隊の兵士たちを事あるごとに馬鹿にする。小隊内では数少ない軍人気質の堅物で、ジャンヌが小隊長に任命された際、「女が隊長になるなど言語道断」と一番猛反対をする。
命名の由来は、カティンの森 で著名な ポーランドの映画監督である「アンジェイ・ワイダ」(波: Andrzej Wajda)から。ロボテック版では、マイクローン化した元ゼントラーディ人という設定。
シャルル・ドゥ・エトワード
声 - 島田敏
元中尉でジャンヌの上官だったが、上官の恋人に手を出したとのことで営倉に入れられ、そのまま二等兵に降格処分される。ただし、降格に関して本人はあまり気にしていない。飄々とした性格で数々の女性遍歴があるプレイボーイだが、宇宙機甲隊のマリーと恋仲になる。
プラモデルは中尉時代のアーミング・ダブレットの姿で発売された。
ルーイ・デュカス
声 - 二又一成
ジャンヌ小隊きってのメカマニアの兵士で、暇さえあれば銃やメカの整備をしている。階級 は伍長。メカの扱いにかけては天才的で、独力で戦術支援システムを開発するほど。
後に第16話で、彼の考案が不本意にもスパルタスの射撃管制装置のプログラムに取り入れられた際には、「自分の考案が戦争の道具に利用されたこと」  に対し憤慨し、火炎放射器でスパルタスを焼き払おうとした行動を、ジャンヌ隊長や元敵方であるサイフリート・ヴァイスに一喝され、我に返るエピソードがある。
なお海外「ロボテック：シャドウ・クロニクル」では、ルーイ・ニコルスという氏名に変更され、サザンクロス軍崩壊後に、遠征艦隊軍(UEEF/REF)の科学調査艦「デュカリオン」の艦長として、深宇宙の科学探査に活躍し、技術少佐に昇進している。
さらには ヴィンス・グラント 艦長の片腕として航空宇宙重巡宙艦「イカロス」に乗船し、他の同作品の登場人物と共に リック・ハンター（一条輝）提督や リサ・ハイエス（早瀬未沙）艦隊司令を捜索・救助に向かうなどの活躍をみせる。
アラン・デイビス
声 - 井上和彦
ラーナ少尉の上司で憲兵隊中尉。融通の利かない性格ではラーナと同等かそれ以上。
第15話で、レオン総司令官の意に沿わない人物を第三次攻撃隊に編入する人選リスト作成で、誤って「デニス・ブラウン中尉」を編入したラーナ少尉のミスを庇うが、参謀本部ジョー・ヤザワ大佐に叱責される。
マウリ・セキーシマ
声 - 拡森信吾
都市防衛隊長で大尉。彼の勇み足（ロルフ参謀長官の発言）による対衛星/宇宙艦ミサイルによる先制攻撃から戦端が開かれる。
ボウイ・エマーソン
声 - 長谷有洋
グロリエ惑星軍の参謀総長（副司令官）を父親に持つ、ジャンヌ小隊の上等兵。ピアニストになりたかったが、無理やり軍隊に入隊させられており、父親には反発している。隊舎ではいつもピアノを弾いている、心優しい少年兵である。ジャズピアノの演奏を得意とする。戦闘中にムジカと出会い、彼女に恋心を抱く。
サイフリート・ヴァイス
声 - 平野義和
第10話でサザンクロス軍に回収された、敵方の指揮官用と思われる「紅いバイオロイド」（前期II型・改「ジスタ・ドュール」）に搭乗していたパイロット。どうやら素性はグロリエの第2衛星アルス基地の兵士で、基地が襲撃された際に敵に捕らえられ洗脳されていたようである。元友軍兵士ということで、監視の意味も含めてジャンヌ小隊の預かりとなっている。
ロボテック版では、プロトカルチャーの生き残りとしてのかつてのゾル人の科学者「ゾア・デリルダ」の情報を探るため製造されたクローン「ゾア プライム」であり、かつ捕らわれた地球人（グロリエ人）に偽装して送り込まれたスパイという複雑な設定を持ったキャラクターとして登場する。
サイモン二等兵
声 - 飛田展男
ジャンヌの部下の一般兵卒。
クラント / エディ一等兵
声 - 拡森信吾
ジャンヌの部下の一般兵卒。

#### 航空宇宙局
航空宇宙局 (Aeronautics and Space Administration, ASA）は、アメリカ航空宇宙局 (National Aeronautics and Space Administration, NASA）にその出自を由来するが、陸軍出身の最高司令官クロード・レオンの施策により、予算や兵站支援に関して不利な取り扱いを受けている。
マリー・アンジェル（★）
声 - 水倉久美子
宇宙機甲隊〔戦術機甲宇宙軍団〕 (Tactical Armored Space Corps, TASC)の男勝りの女性少尉。あだ名はコスモ・アマゾネス。戦闘で負傷し入院していた際にシャルルが見舞いに訪れ、急速に仲が進展していく。
パウル・ノードフ軍団長
声 - 沢木郁也
階級は大佐。マリーの所属する「戦術機甲宇宙軍団」(Tactical Armored Space Corps , TASC) の軍団長で、マリー少尉の直属の上司にあたる。今井科学から発売された 1/12 の「アーミング・ダブレット」のプラモデルは左利きと設定され、「宇宙機甲スーツ ポール中尉」の商品名にて過去の時代の階級にて模型化された。
デニス・ブラウン中尉
声 - 戸谷公次
宇宙機甲軍団内の 飛行/航宙中隊 「ブラック・ライオンズ」(Escadrille "Black Lions") の中隊長。
ラーナ・イザビア少尉が第15話「ラブ・ストーリー」("Love Song")の後半の逸話（Bパート）において、マリーが男女関係のもつれにより自暴自棄になり、自車を暴走させた騒動について、実行者がマリーであると軍警察に発覚しないようにと、身代わり運転手となりマリーを庇った行動と、ラーナの憲兵将校という立場を踏まえた彼の対応の好漢ぶりに片思いする男性。マリーと同じ宇宙機甲軍団所属で、最終決戦でもマリー少尉や ロルフ参謀長官と行動を共にする。
ジョージ・ルーカス少尉
声 - 戸谷公次
古参のマリー少尉にとって「格下の同僚」で可変戦闘機である VFH-10A「オーロラン」 飛行小隊長。彼の指揮する飛行小隊は、たびたびマリー指揮下の飛行隊の応援に助けられる。
命名の由来は アメリカの映画監督、映画プロデューサー、脚本家である「ジョージ・ウォルトン・ルーカス・ジュニア」 (George Walton Lucas, Jr.)。

### サザンクロス軍・参謀本部
ラーナ・イザビア（ラーナ・イザヴィア）（★）
声 - 土井美加
泣く子も黙るグロリエ惑星軍憲兵隊少尉。軍規違反を繰り返すジャンヌやシャルルを目の敵にする。
クロード・レオン
声 - 郷里大輔
陸軍の軍閥出身のサザンクロス軍最高司令官（陸軍大将）。頑固で和平交渉など念頭に無い典型的なタカ派軍人。第9話では捕らえた捕虜を治療・調査尋問もせず「既に死亡した」として焼却処刑するなど、横暴さが目立つ。最終話では、ゾル軍の総攻撃により大量破壊兵器による攻撃を受けて、司令本部の消滅と運命をともにする。海外ロボテック版では設定が肉付けされ、各種の漫画作品で主人公たちの市民感情や和平への道を阻害する自軍の悪役的人物（獅子身中の虫）として公式設定作品やさまざまな二次的連続性作品に登場する。
ロルフ・エマーソン
声 - 麦人
ボウイの父親でグロリエ惑星軍の副司令官（参謀総長）。顔には出さないが、前線で戦う息子の身を案じている。クロード・レオンの無謀な作戦を度々諌めるが、彼を左遷、あわよくば戦死させようと企むレオン派の策略によりアルス開拓基地に追いやられ、不十分な物質補給のまま「宇宙軍司令長官」として無理な作戦をレオンより強いられる。
息子のボウイと分かり合えることなく終盤で戦死し、ボウイとムジカに臨終を看取られる。
なお、ロボテック版では、実の親子ではなく養父であり、遠征艦隊軍(UEEF/REF)に参加する艦長 ヴィンス・グラント、軍医 ジーン・グラント夫妻が養子として預けたという設定になっている。
マーカス "エース" グリーン大佐
声 - 郷里大輔
コクトー博士
声 - 井上和彦
ジョー・ヤザワ大佐
声 - 笹岡繁蔵
ロシェル・アントワーヌ大佐 / ベケット博士 / ルドルフ・クリーガー中佐
声 - 沢木郁也
クロムウェル技術少佐
声 - 山口健
「特殊技術院」（統合技術研究開発部 / Robot technology Research and Development Group, RRDG）の技術少佐。第16話「ハンター・キラー」で、ルーイ伍長の戦術支援システムを新兵の訓練装置に応用すると偽り、ジャンヌ少尉とルーイ伍長をコンピュータープログラムおよび装置の試作品完成に向けて協力させ、そのデータを解析してスパルタスの射撃管制装置のプログラムSight Vison Tracking Link - system、略称「S.V.T.L」（サイト・ビジョン・トラッキング・リンクシステム、邦訳：「視線画像化・誘導追跡・連繋照準システム」）に取り入れる。
シモーヌ
声 - 安藤ありさ
第10話と第11話にてマリー・アンジェルが負傷し軍病院に入院した際の看護婦主任（准尉）。
シャルル二等兵がマリーに花束を渡すために見舞いに来た際に、二度の面会要求に対して「面会謝絶」を理由に一歩も譲らない強さを見せる。それゆえにシャルルは、一歩も退かない“淑女”シモーヌに敬意を表し、マリーに渡す予定だった花束を、代わりに看護婦「シモーヌ」に渡して引き下がる。

### 行政府・民間人
ワイアット・モーラン首相 (Wyatt Moran)
声 - 西村知道
ジョルジュ・サリバン (Georges Sullivan)
声 - 銀河万丈 / 唄 - 影山ヒロノブ
第9話「スターダスト」に登場。第7話でジャンヌがバトロイド形態の「スパルタス」にてバイオロイド（前期II型「トゥ・シィエンドラル」）ごと捕獲してきた敵の操縦士につき、レオン大将の命令による焼却処刑が行われ、これに落ち込むジャンヌが、気晴らしに部下のボウィ上等兵を連れて出かけたピアノラウンジ「ハーフムーン」(Half Moon)の男性ステージ歌手。持ち歌は「STAR DUST MEMORY」。
ジャンヌに後日二人きりで会いたいと持ちかけ、デートの予感に彼女は色めき立つ。しかし真意は妹「ミレーネ・サリヴァン」(Mylene Sullivan)の死に目に際して憲兵に連行され、「特殊技術院」に強制徴用された根本原因であるゾル軍艦隊への復讐にヒロインのジャンヌを利用しただけだった。それでも真意を知ったうえでなお、待ち合わせ場所に来たジャンヌに感銘し作戦に協力するが、マリー搭乗の VF-8「ローガン」可変軽戦闘機 が、バイオロイドが彼を捕獲していることを知らずに誤射したことにより死亡し、作戦も失敗に終わる。
ミレーネ  (Mylene Sullivan)
声 - 神田和佳
ジョルジュ・サリバンの実妹。
ゾルのバイオロイドの対地攻撃の際、瓦礫の下敷きになり失明を含め身体各所に重傷を負う。余命が幾ばくもないのを察して、唯一の家族であり兄であるジョルジュに、せめて臨終まで傍らに付き添って貰うことを願うが、サザンクロス軍憲兵が彼を「特殊技術院」でゾル艦船の弱点解析に就かせるために強制連行してミレーネから引き離してしまい、彼女の願いは叶わず、失意のうちに誰もいない病室で息を引き取る。
パイオン博士
声 - 塩屋浩三
ジル・リジーナ  (Jill Regina)
声 - 香坂優
第15話「ラブ・ストーリー」("Love Story")に登場。いわゆる プレイガール（遊び人）で、異性遍歴はプレイボーイを自称するシャルル以上のものがある。
男性に対して免疫がなくプレイボーイのシャルルに対して真面目に対応するマリーを嘲笑うために、戯れにマリーの面前で、シャルルに対してディープキスを見せつけたり、性交渉をほのめかす発言をしたため、イブニングドレス（en:Evening gown）を用意してまでシャルルをパーティ会場まで迎えに来ていたマリーは、自暴自棄になり自車を市街地に向けて暴走させる。
アナウンサー
声 - 大塚芳忠

### 惑星リベルテ
ギュンター・ラインハルト大将

ジョージ・ロンバル艦長（大佐）
声 - 稲葉実
第10話「アウトサイダー」にて惑星リベルテのラインハルト総司令官の命によりサザンクロス軍の支援に派遣されたリベルテ辺境警備艦隊に所属する、トクガワ級・超時空々母 (SCV)、二番艦「ハンニバル」の艦長。副長と共に破壊されつつある乗艦ハンニバルより脱出ポッドにて生還、惑星グロリエに到着し、親書が失われたために口頭にてラインハルト大将より言付かった極秘の返答を伝達する。
ロバート少佐
声 - 沢木郁也
ジョージ・ロンバル艦長の「副長」（単艦による遠征支援任務につき副官職を兼ねる）。艦長と共に脱出ポッドにて惑星グロリエに到着し、出迎えた第15分隊が用意した軍用トラックにて司令本部へ向かう。

### ゾル
ムジカ・ノヴァ、ムジエ・ノヴァ、ムゼル・ノヴァ
声 - 日髙のり子 （ムジカ、ムジエ）、水倉久美子（ムゼル）
生粋のゾル人で、バッキ人、かつ文民の市民を指す彼らの身分階級の呼称）の「シャンタール」でゾル人の人格分担である「情報・判断・行動」のうち、情報を担当し、判断・行動を担当するムジエ・ムゼルと共に3人で1個人を形成する。楽器担当は「レーヴェ・フィセル」(Leve ficelle)と彼らの言語で呼ばれるレーザー・ハープ。なお、本編においては、姉妹間でも完全に対等な関係ではなく、ムジカは他の2姉妹から妹分的な扱いを受けている。
第7話「ラビリンス」のエピソードにおける 第15分隊のゾル母船（アズシャール級）侵入の際にボウイと出会い、当初は音楽家同士として、次第に男女間の恋愛感情の相手として意識し、ゾル人の間に定められていた禁忌を犯す。この結果としてムジエ、ムゼルは不完全者「アンフェタード」 (仏: Unfettered) の収容施設に入れられることになり、ムジカは同胞を裏切ったことで思い悩むことになる。
ロボテック版では三姉妹のオリジナル「ムジカ」が欠損（死亡）したために、新たに製造されたクローンであるとして、ムジエ・ムゼルとの力関係の差の整合性をつけている。
このため、第12話「ロストメモリー」（ロボテック 第二世代編 第49話「新兵」〔 A New Recruit 〕）Bパートにおけるサイフリートの回想中、原作ではサイフリート (ロボテック版の氏名「ゾア・プライム」) により人質に囚われ、ゾル軍の装甲兵の合図により逃げ出す際に流れ弾に当たる描写中、原作では射撃直後に大腿部を映し、致命傷でないと視聴者に推測させる場面の絵が省かれて、これによりロボテック版では、オリジナル「ムジカ」が死亡したと判断させる構成がとられている。
ファイド・ファイダ・ファイズ  (Faido, Faida, Faizu)
声 - ファイド - 沢木郁也、ファイダ - 飛田展男、ファイズ - 大塚芳忠
ムジカら三人姉妹の共同連帯者になることを上層部より決定され、この決定を拒否するムジカを異端視する。三人兄弟のうち、特に「ファイド」は、その隠された嫉妬の感情の発現に自身でも気づかずに、その敵意をサザンクロス軍や彼らに従って投降し難民になろうとするゾル同胞の民間人の射殺などの形であらわにする。なお、ロボテック版ではカルノ／カルナ／カルア (Karno, Karna, Karua)と名称変更されている。

デス・デラ・デミ
声 - 鈴置洋孝（ナレーションも兼任）
元老「ゾスマ・ゾスム・ゾスモ」の命を受け、惑星グロリエの地球人との戦争の指揮を執る総司令官。目的のためには同胞を犠牲にすることも厭わない。
ゾスマ・ゾスム・ゾスモ
声 - 沢木郁也（ゾスマ・ゾスム）、飛田展男（ゾスモ）
ゾル人の船団の長老（en:Robotech Elders）とでも言うべき存在。高齢のため、実権はすでにデスたちに譲り、作戦、政治に関する助言等を行っている。
ロボテック版ではゾル人（The Zor）は、別名ロボテック・マスターズ（en:Robotech Masters）あるいはティロリアン（Tirolian）と呼ばれ、『超時空要塞マクロス』本編で未登場の監察軍に相当する。
- ヴィーダ - 笹岡繁蔵
- ヴィーラ - 郷里大輔
- ヴィーア - 安藤ありさ
- ミゲレ / ミゲル - 大塚芳忠
- ミゲア - 安藤ありさ
- 美女A - 木藤聡子
- ジェシェア、ジェシカ - 小金澤篤子
- ジェシノ - 木藤聡子
- ジェラール - 中原茂
- ラテル - 平松広和

## 登場メカ

### サザンクロス軍側

#### 主力可変戦闘車輌・航空機
スパルタス(Spartas)
部隊内識別記号：ATAC・01-SCA。ヒロインであるジャンヌ少尉が所属する戦略機甲隊(“ATAC”, Alpha Tactical Armored Corps,直訳は「選抜・戦術機甲軍団〔または 師団〕」) が使用するホバー式の可変戦闘車輌。状況に応じて、
- 「スナイピング・クラッパー」と呼ばれる高速移動用のホバークラフト形態。
- 「ウォーカー・キャノン」と呼ばれる火力支援のための中距離砲と反動吸収のための2脚の「翼の無いガウォーク類似」の形状を持つ 自走砲または自走式対空砲形態。
- 「バトル・スナイパー」と呼ばれる精密射撃（狙撃手）と格闘のための人型（バトロイド）形態。

の3形態に変形可能。
人型時の両腕に装着されている防盾の右側に内蔵された主砲として「220mm プラズマ化イオン砲」、同左側に副砲となる「36mm 3連装・短砲身 プラズマ・パルス発振機関砲」、さらに人型時の手持ち火器として「28mm レーザー狙撃銃」と搭載火器は多岐に渡る。ただし、その射撃には、3形態の火器の各々の装備位置による利用制限がある。
常用形態である移動用のホバークラフト形態では主砲・副砲ともに後方を向いているため利用出来ず、人型時の手持ち狙撃銃のみ車体前方の装輪装甲車におけるボンネット (自動車)に相当するフェアリング部に搭乗者の視界を妨げないよう左舷に寄せて（ポートサイド・オフセット）固定した状態で使えるのみで、偵察戦闘車の機能を有するに過ぎない。前後を反転させた、自走式対空砲形態では逆に、主砲と副砲の双方を利用可能であるものの、狙撃銃が使用出来ない。バトル・スナイパー（バトロイド）形態においては、手持ち火器としての「28mm レーザー狙撃銃」のほか主砲「220mm プラズマ化イオン砲」、副砲となる「36mm 3連装・短砲身 プラズマ・パルス発振機関砲」のいずれも使用可能であるが、主砲のみ反動を吸収する能力の人型形態に起因する不足により、威力を弱めて発射する弱装弾の操作が必要となる。
バトル・スナイパー（バトロイド）以外の形態では標準では「開放型操縦室」（オープン・コクピット）で、防護は操縦者が着用する動力付き甲冑に頼ることになるが、選択装備として気密装備も取り付け可。
なお、ポピーが1984年8月に発表した完全変形玩具に関する報道向け資料では、「汎用・発達型・ホバークラフト・自走砲」として、MAHG  / Multi‐purpose Advanced  Hovercraft self-propelled Gun の兵装システム名称が付与されている。
ロボテック版 での制式名称・型式番号は、ベリテック・ホバー・タンク (Veritech Hover Tank) の略号 VHT-2。旧来型を A1 とし、気密装備と露出され無防備だったホバー形態およびガウォーク形態での操縦席に透明ガラス防護風防と気密装備、宇宙空間での敵艦占拠を目的とした降下用スラスターを追加した A2 などの派生型があり、従来型車輛 VHT-2A1に対して VHT-2A2 などと記載する。
ローガン（Logan）
部隊内識別記号 TASC・01-SCF。ヒロインの一人、マリー少尉が所属する宇宙機甲隊〔戦術機甲宇宙軍団〕 (Tactical Armored Space Corps , TASC) が 第11話 まで使用した可変戦闘爆撃機。全長 6m 強 と、この種の機体としては小型簡易化の傾向。
デザインの基にされたのは1983年の映画007/オクトパシーにも登場したホームビルト機であるビード BD-5シリーズのターボジェット発動機Sermel TRS-18-046換装版であるJ型（Bede BD-5J Micro Jet）｡ なお、リフティングボディ航空機特有の形状に関してはマーティン・マリエッタ社の開発したX-24の後の型と大きく形状が異なる寸胴のA型が参考にされている。
状況に応じて
- リフティングボディの機体形状を持つ戦闘爆撃機形態。
- 半人半鳥の形態である「ガウォーク」形態。

の2形態を選択可能。
ただし、この機体の「ガウォーク」は有翼ではあるが、膝が逆関節ではなく正立であるなど、その特性は人型（バトロイド）形態に近い。胴体長は約6.3ｍと、航空機としても極端に狭小である。
なお『超時空騎団サザンクロス スペシャル・ガイドブック』では、航空機（ファイター）形態を「フライング・キャット」、ガウォーク形態を「フライング・ウォーカー」とする部隊内での通称が紹介されている。
ロボテック版 での制式名称・形式番号は、ベリテック・ファイター (Veritech  Fighter) の略号 VF-8。その可変戦闘機としてはあまりにも小さな寸法と重量により軽戦闘機〔軽・可変戦闘機〕 (Light Veritech  Fighter) と区分される。
なお、デザイン制作集団 「アンモナイト (デザイン集団)」による初期設定では主役機の交代劇を前提としない別デザインも存在した。
オーロラン（Auroran）
部隊内識別記号 TASC・02-SCF。宇宙機甲隊（略号：“TASC”,Tactical Armored Space Corps, 直訳は「戦術宇宙機甲〔飛行／航宙〕軍団」）が第13話以降、激化する戦局に対応して使用した可変戦闘機。全長（全高）12 m 強、戦闘機形態でのローター除く胴体長 9 m と本作品の可変戦闘機としては最も大型の部類に入る。
命名は 戦乙女「バルキリー」（ワルキューレ）が天空を翔る際に、光り輝く鎧の軌跡が「オーロラ」であるとされた伝承に因むもので、暗に超時空要塞マクロスに登場した初代可変戦闘機「VF-1 バルキリー」との超時空シリーズとしての後継機的な関連を示唆している。
- 宇宙空間・高空では X 字型翼を固定翼としたファイター形態。
- 低空・対地攻撃では X 字型翼を回転翼とした、安定性・信頼性の高い、二重反転式ローター 及び ホットサイクル式ローターのヘリコプター形態。（厳密には複合ヘリコプター（ジャイロダイン）形態）
- 追撃掃討作戦に適した人型（バトロイド）形態。

の3形態に変形する。陸軍主体の開拓惑星守備軍「サザンクロス軍」の成立経緯上から、比較的長時間の対地攻撃と近接航空支援による中間形態での運用こそが主目的であるため、超時空シリーズの脚付き変形メカとしては珍しくガウォーク形態を持たず、その形態の代替用途に当るものとしてヘリコプター形態が設定されている。ガウォーク形態に比較して回転翼に胴体が吊り下げされる形のため空力上の揚力重心が低くなり、高い空中静止（ホバリング）安定性を有する。これに伴い航空電子・操縦制御機器、パイロット双方の負担が低い。また、消費エネルギーもガウォーク形態に較べて相対的に低くなる。
ゾルとの実戦参加後、直ちに主戦場を宇宙空間に移して展開したため、大気圏内低空での対地攻撃を任務とするヘリコプター形態が本編で活躍することは一度もない。
物語の設定年代の22世紀〔 西暦2120年 〕から遡る前々世紀〔 20世紀、西暦1901年から西暦2000年まで 〕においては内燃機関ゆえの燃費の問題により実用化出来ずにいたホットサイクル式ローターを熱核タービンエンジンにより、燃費による稼動時間の制限を少なくとも大気圏内では事実上無視可能となり実用化、また二重反転式ローターも2世紀前は困難だったフライ・バイ・ワイヤによる制御を実用化している。
なお、同年8月に発表のポピーの完全変形玩具に関する報道向け資料では、「汎用・発達型・攻撃ヘリコプター」として、MAAH  / Multi‐purpose Advanced  Attack Helicopter の兵装システム名称が付与されている。デザインの基になったのは、ロッキードによって開発された、アメリカ陸軍向けの試作攻撃ヘリコプター、AH-56 シャイアン と、高速水平飛行時には固定翼に加えて揚力を増すために、機体上部の主回転翼（メイン・ローター）を停止・固定して機体上部に位置する補助固定翼 として用いる特徴が共通する シコルスキー S-72（シコルスキー Xウイング）。
なお固定翼航空機（ファイター）形態を「クルセイダー」、回転翼（ヘリコプター、ジャイロダイン）形態を「クロス・ファイター」、人型（バトロイド）形態を「コスモ・スナイパー」とする部隊内での通称が紹介されている。
ロボテック版 での制式名称・型式番号は、ベリテック・ファイター / ヘリコプター (Veritech Fighter / Helicopter) の略号 VFH-10。バトロイド形態での頭部の火器を廃止した替わりにハードポイント倍増と装甲、エンジンを強化した「VFH-12 スーパー・オーロラン」なる発展型も存在する。

#### その他の戦闘ロボット・戦闘車輌および戦闘航空機
VF-7 シルフィード
航空隊の多目的戦闘機。第2話から登場。全長12.8m と小型。制空やゾル単艦への対艦攻撃機としても用いられる。本編では描写はないが、ナレーションやデザイン制作集団 「アンモナイト (デザイン集団)」によれば可変戦闘機であるとのことである。
F-206 ファルコン II
防衛航空隊（防空軍に当たる）の 迎撃機。第4話から登場。全長19.8m と戦闘機としては大型。
AF-2 (FA-112) キマイラ
宇宙隊の全長20.1m の大型護衛戦闘機。第6話から登場。大気圏内では大口径主砲を活かした前世紀の ヘンシェル Hs129 の運用と同じく対地攻撃が可能。宇宙空間では宇宙艦艇や輸送シャトルの護衛艇として用いられ、宇宙機甲団(TASC)では AF-2 の制式記号。戦術空軍(TAF)では高速対地攻撃機として FA-112 の制式記号が充てられている。
C-37 アルバトロス
大型貨物の長距離空輸能力を持つ高速戦術輸送機。全長73.4m、最大有償荷重 250t。5話と16話でジャンヌと配下の15分隊を空挺戦車扱いの「スパルタス」ごとゾル母艦まで輸送する。
VC-150 フォティナス 重貨物輸送艇
垂直離着陸による、大型貨物の近距離・超低空（4,000 ft. 、メートル法換算 1,219.2 m 以下）の空輸に特化した戦術輸送機。最大有償荷重 120t。
ARV-15 バンブルビー
サザンクロス軍・陸軍で直協偵察機。（戦術偵察機・近距離偵察機）、同軍・海軍で対潜哨戒機、同軍・戦術空軍で観測機または偵察機と、三軍で共用（トライ・サービス）される内装式回転翼による垂直離着陸機。全長7.3 m。制式記号は Air Reconnaissance Vehicle の略。6話で陸軍の「偵察分隊」（RE.P）所属機が、第5話でグロリエ地表に不時着した総司令官「デス・デラ・デミ」らの座乗した旗艦 （アズシャール級）上空を偵察する。
ARR-15 モノクル
サザンクロス陸軍・戦略偵察分隊（RE.P）が第5話でゾルの科学調査艦（キルトラ・ドラニッツ級）に対する偵察攻撃に出動するが、応援に駆けつけたゾルの母艦からの戦術核兵器報復攻撃により部隊は壊滅。他の陸戦バトロイドと異なり航空機開発企業ノースロップ・グラマン社による陸軍納品のため「航空偵察ロボット」Air Reconnaissance Robot と定義され、各種センサーが充実し跳躍飛行が可能だが、装甲は最小限で 乾燥重量 12.0ｔと軽量。海外ロボテック版ではサイクロプス（FRB-7 Reconnaissance Battloid "Cyclops"）の別名。全高 6.1m 。
GMP・05-SCP ガルム
第1話より登場の惑星グロリエ軍事警察（憲兵隊、GMP）が用いる人工知能 搭載の軍法執行ロボット。「番犬」の意味どおり、憲兵自らは搭乗せず、軽微な軍規則違反であれば、軍法のデータベース 内部ストレージおよびコンピュータネットワーク検索により、過去の判例と照合して自らその場で兵士の処分を決定する。海外ロボテック版では〔三軍〕 統合軍事警察(Global Militaly Police , 略語は 原作と同じく GMP) 所属の QRP-19「ゴーレム」と改称され、憲兵指揮下で一般操縦士の搭乗する運用が前提の、人工知能を搭載しない派生型SRP-19「ボビィ」もあり。
MBR-13 サラマンダ
第2話より、最終回の第23話まで登場。戦略隊（Tactics Corp , TC）が用いる。型式名 MBR (Main Battle Robot)は現用の主力戦車、MBT (Main Battle Tank) に由来する。
MBR-21 バジリスク
第5話より、最終回の第23話まで登場。過酷な砂漠の環境に対応した機体で、主に砂漠分隊が用いているが、元来は MBR-13 サラマンダの後継機であるという設定であり、最終決戦では「戦略隊」など他の陸軍主力部隊が用いている状況が描かれている。
それ以外にも惑星グロリエの開拓守備軍であるサザンクロス軍では、宇宙機甲隊を除く空宇局（航空宇宙局）の各軍団には非変形の戦闘用航空機もしくは戦闘用宇宙艇が、戦略機甲隊を除く陸海局の各軍団には非変形の戦闘用ロボット（バトロイド）が配備されている。
当時、放送前から玩具店に無料配布された、プラモデルメーカー三社合同冊子『超時空情報』によれば、都市部守衛を戦術主眼に置いた戦略隊（TC）、そして防衛隊（CDU）配備機以外の局地部隊のロボットやパワードスーツは、極地防衛 と 開拓支援（工兵）目的ゆえの独特なデザインが多い。その理由として戦闘のみを想定した運用のみならず、屯田兵のように植民惑星開拓事業にも従事していたものと考えられる。

#### 艦船
バンシー級 / グレムリン級・駆逐艦 ：全長 約195.1m
ジュネーヴ級 / バトル級 / ディフェンダー級・巡宙艦 ：全長 約286.5m
トリスター級・重巡宙艦、アルゴノーツ級・巡宙戦艦：全長 約466.6m (トリスター級) /  470.6m（アルゴノーツ級）
開拓惑星の工業生産力の事情から、全て同一の竜骨構造材を共通構造として船体の延長および拡張と装備（装甲・兵装など）の追加により駆逐艦から重巡宙艦、さらには巡宙戦艦までの規模を実現した艦船群。いずれも艦船規模により移動能力に差はあるがフォールド航行能力を持つ。駆逐艦など小型の艦船は惑星グロリエからブースターにより打ち上げられ（第13話ほか）、それ以外は第2衛星アルスに設営された「アルス開発基地」から曳船に曳航され衛星軌道上に投入される（第14話ほか）。
駆逐艦級の竜骨を基本単位とし、この共用された竜骨を組み合わせて巡宙艦以上の大型艦船を建造せざるをえなかったため、開拓母星「リベルテ」の第一線の主力艦艇に較べて構造強度が劣る。また、ゾルの艦船に対しては能力的にもかなり見劣りし、数的に優勢ながら陸軍出身のレオン総司令官の稚拙な戦略と無謀な命令もあって、停戦までにその大半が撃破される。
なお、設計開発と建造及び回航まで一貫してリベルテ側で行われ、ベージュ色を基調に艦首にネービーブルーのワンポイントの入った、いわゆる「リベルテ塗装仕様」のこれら三種の艦級がリベルテ宇宙海軍でも採用され、トクガワ級など主力艦級の補助艦級として運用されている。

##### 惑星リベルテ
トクガワ級・超時空々母 / 揚陸艦
第10話「アウトサイダー」にて惑星リベルテのラインハルト総司令官の命によりサザンクロス軍の支援に派遣された全長1,120mの大型宇宙空母。惑星グロリエの艦船群より能力的に優れ、大気圏内外で活動可能な艦載機（宇宙戦闘機）AF-1「ヴァルター」(Vulture)を搭載し、単艦で長駆フォールド航法により惑星グロリエの衛星軌道の近傍に到達可能。
ジョージ・ロンバル大佐を艦長とする二番艦「ハンニバル」は単艦でリベルテのラインハルト総司令官からの極秘の返答を通信ではなく、直接サザンクロス軍総司令官クロード・レオンに通告する任務を帯びて、大気圏再突入進入経路上を塞いでいたゾル母船アズシャール級艦隊中の1隻に対して単艦同士の一騎討ちを挑むが、やはり科学技術力で人類側の造船技術を超越したゾル艦船の前では艦載機共々その攻撃力および防御力では歯が立たず、撃破される。

#### 個人用装備
HR-32「フラッシュ・クラッパー」
民生品の自動二輪車に較べて高価になるホバークラフトによる浮上型トライクにも関わらず、陸海局の兵士の全員に行き渡るべく大量産が掛けられた個人用装備品。愚連隊気風の第15分隊はパトロール名目で市街地遊覧に用いることもあり、憲兵隊長の取り締まり対象となる場面が多々みられる。
アーミング・ダブレット (Arming doublet , A.D.)
ジャンヌほか、惑星グロリエの軍隊で着用されている、動力付き軽甲冑の総称。
戦闘車両等にはこれを着用して搭乗する。特に車両・航空機との操縦伝達等のためのリンク機構などは設けられておらず、この点では通常のパイロットスーツと大差はない。
動力補助(アシスト)は、「倍力なし。補助比率：1対1のみ」から特別な外骨格の補強を必要としない、倍力限界である 「最大値 4 倍 ＝ 0.8馬力」まで。補助に必要な動力または電力源については、作品中で特に言及されていない。
軍隊内の各々の役割である小隊長（尉官級）、分隊長（軍曹、伍長の下士官級）、一般兵と階級に合わせてヘルメットのデザインや小火器の形状が変えられている。
小口径の小銃や、小口径粒子ビーム銃にある程度の距離で耐えるボディアーマー程度の装甲しかないが、パワードスーツのように着用者の動きを妨げることなく、着用したままヘルメットを外すだけで、飲食や用便を足せるなど、衣服のように使用できる点と、惑星グロリエの厳しい高温・低温の温度差や乾燥・高湿度等の自然環境を緩和する「敵対的環境からの防護服」の役割を持つ。戦略隊、防衛隊（都市防衛隊）、戦略機甲隊、憲兵隊など作戦を展開する環境や任務特性に合わせて部隊ごとに甲冑のデザインが異なっている。
航空宇宙局（空宇局）の甲冑に関して、航空隊（戦術空軍）や 防衛航空隊（防空軍）は耐Gスーツの機能を兼ね備え、宇宙隊（戦術宇宙軍団）や宇宙機甲隊（戦術宇宙機甲団）に関しては宇宙服の機能を兼ね備えている。
地上部隊のスーツに関しては厳密な意味での気密は施されていないため、本来は宇宙空間での使用には耐えない。そのためジャンヌ達が宇宙空間で作戦する16話以降、簡易宇宙服の機能を有するように改造が加えられたようである。
なお、アーミング・ダブレット（en:Arming doublet）とは、15世紀から17世紀頃の、主に男性向けの腰のくびれたフェンシング胴着に由来する。

##### 運用特性
デザイン制作集団 「アンモナイト (デザイン集団)」による運用特性の設定は、以下のとおり。
- 強化甲冑を着用するには、先に専用のプロテクター[5]を着用しなければならないが、プロテクター側で甲冑と筋肉の動きを読み取り、甲冑に連動させる。
- 強化甲冑同士の対戦（原文「強化甲冑 対 強化甲冑」）の場合、体力の勝る方が比較的勝算が高いが、例外もある。例えば着用者が強化甲冑の手を動かそうとしたとき、着用者の微妙な筋肉の動きを読み取り、倍力比例動作により強化甲冑側の手を大きく動かす。ゆえに慣れにより体力の消耗を最低限に抑えることができる。逆にいえば初心者など扱いに慣れない場合、大きく疲労する。
- 熟練者同士の戦闘では、体力よりもむしろ戦略と戦闘経験（原文「知恵と勘」）が大きく影響する。
- 指揮官級は、敵陣の数百メートル上空よりその戦力や状況を正確に把握する携行無人偵察機 を標準装備する。

### ゾル軍側

#### 機動兵器
バイオロイド（グロリエ側呼称）
異星人ゾルが使用する全高約5m程度の生体部品使用の人型機動兵器。パイロットは胸部と頭部の間にある気密繭（まゆ）に座位で姿勢し、機体と生体的にリンクして自分の手足の延長として動かすため、厳密には操縦するロボットではなくパワードスーツに近い。派生型（サブタイプ）、型式等記号は未解読につき不明。
なお、ゾル側呼称のカタカナ【英文字綴り】は、海外ロボテック版で、オリジナル・メカデザイン・グループのデザイン制作集団 「アンモナイト」が名づけた機種の愛称である。
| グロリエ側区分 | ゾル側呼称 【 英文字綴り 】                           | 邦訳                  | 解説 | 備考                                                                                   |
| -------------- | ----------------------------------------------------- | --------------------- | --- | -------------------------------------------------------------------------------------- |
| 前期I型        | ノス・ドュール 【 Nous'dohl 】                        | 汎用戦士              | 初期量産型。 | 劇中「青色」塗装。                                                                     |
| 前期II型       | トゥ・シィエンドラル 【 T'siendral 】                 | 歩哨                  | 上記センサー能力改良型。 | 劇中「緑色」塗装。                                                                     |
| 前期II型改     | ジスタ・ドュール 【 Gister'dohl 】                    | 戦将または指揮官      | 上記II型をマイナーチェンジした指揮官仕様。サイフリート・ヴァイス搭乗。 | 劇中「濃赤色」塗装。                                                                   |
| 中期I型        | トゥ・シィエランプ 【 T'sienramp 】                   | 観察者                | 耐圧&耐衝撃性能、センサー等探査能力強化型。 偵察機として、戦域偵察にも多用される。 | 劇中「淡水色」塗装。                                                                   |
| 中期II型       | インヴィダ・シィエンディエル 【 Inbida -T'siendiel 】 | 対インビット 用・歩哨 | 精神感応による3機相互連繋通信網を利用した立体的な「三位一体」立体攻撃作戦行動のために 3機1組 で行動出来るように、連動行動の戦術リンク & 通信システムや、コンビネーション作戦用の行動ソフトウェアが組まれている。 | 劇中「鮮赤色」塗装。                                                                   |
| 後期I型        | スザッチ・ドュール 【 Szatchi'dohl 】                 | 革命的戦士            | 前期I型の改良型。 量産性およびセンサー能力向上。エネルギー資源枯渇のため、性能を維持しながら、省資源性が考慮されている。                                                                                         | 第18話以降に登場。青または赤色塗装。 対地上戦投入分はサンディ・ブラウン&ブロンズ塗装。 |
| 後期II型       | ツゼンシィ・ドュール 【 Tzensi'dohl 】                | 前線指揮官            | 前期II型及びII型改の後継機。 主な改良点は耐衝撃性能。その他の改良点は後期I型に同じ。 | 劇中「古代紫」塗装。                                                                   |

バイオバー（グロリエ側呼称）
飛行能力を持たないバイオロイドを載せて低空を最大速度 約 400 km 弱で飛行可能で、移動や立体攻撃に使われる支援機動兵器。海外ロボテック版ではスカイ・スレッド（飛行橇（そり））の名称で呼ばれ、マッチボックス社から単独で玩具も発売された。

#### 艦艇など
母船（アズシャール 級）
全長約7kmから10km程度の六角平面形の巨大な船体長を持ち、長距離・超光速航法を可能にするフォールド航行機能や資源循環再利用システムを搭載した殖民船。緊急時には惑星大気・重力圏に降下可能で、救援および回収を目的として母船同士を上下に吊り下げ連結可能（第9話）。
デザイン制作集団 「アンモナイト」による当初の設定図面では大気圏への降下に際して、空気抵抗を低減するために最適化された形状に変形可能な構造を持つ予定だった。ジョルジュ・サリバンが死亡する第9話「スターダスト」にて描写された前記の連結機能は、その名残りである。
元々は輸送船であり、ゾル人の故郷への帰還に際して、武装や宇宙空間に浮遊している粒子やスペースデブリ、小惑星などの衝突、放射線などの自然災害から身を守るための複数種の 防御幕シールドが設置され、空軍航空隊の要撃機 VF-7 「シルフィード」の対艦ミサイル攻撃をまったく受け付けない。（5話）
ランディング・フリゲート（グロリエ側呼称）
異星人ゾルが母船と惑星間の往来（再使用型宇宙往還機）に使用する揚陸艦。船体長約120m程度と我々の水上艦艇の基準で 駆逐艦 ほどの寸法と質量を持ちながら、空軍航空隊の VF-7 「シルフィード」を全く寄せ付けない、隔絶した機動力と飛行速度を持つ。（2話ほか）
本来の揚陸艦あるいは輸送機用途としての「バイオロイド」および兵員輸送のほか、斥候艦、「トゥール・デトレル級」駆逐艦の補佐、単独攻撃や地上部隊の指揮など、母船が行えない様々な多目的任務に用いられる汎用艦艇である。
駆逐艦（トゥール・デトレル級）
船体長は約350mと、我々の水上艦艇の基準で 原子力空母 ほどの寸法と質量を持ち、艦首の周囲に 4 門 配置されている触角のような形状の主砲粒子砲は、惑星グロリエはおろか、惑星リベルテの主力艦艇をも一撃で撃破する。（16話）
科学調査艦（キルトラ・ドラニッツ級）
ゾル人の生命の源「生命の花」の原種（プロト・ゾル）が自生する惑星グロリエの地域で、サザンクロス軍 コードネームで SX83地点（SX Point-83）と呼ばれる遺跡を事前調査していた（4話）、船体長が約510mの科学調査艦。
無人探査機(ドローン)52機のほか、バイオロイドとバイオバーの組み合わせを自衛艦載機として 30組、内火艇として ランディング・フリゲートを3艇積載可能。

## スタッフ
- 制作 - 吉田健二
- プロデューサー - 中野政則、井上明
- チーフ・ディレクター - 長谷川康雄
- シリーズ構成 - 鳥海尽三
- キャラクターデザイン原案 - 湖川友謙
- キャラクターデザイン - 園田美世
- サブキャラクターデザイン - ビーボォー（北爪宏幸ほか）
- 総作画監督 - 新井豊
- メカデザイン - アンモナイト (デザイン集団) / 小川浩、大倉宏俊、小野隆嗣
- 美術監督 - 新井寅雄
- タイトルロゴマークデザイン - 杉澤英樹
- 録音ディレクター - 本田保則
- 音楽 - 佐藤健
- 文芸 - 庄司菜穂子
- OP / ED - 金山明博 / 田辺由憲
- 製作 - タツノコプロ、毎日放送

## 主題歌・挿入歌・劇中歌など
オープニングテーマ - 「星のデジャ・ブー」
歌 - 鹿取容子 / 作詞 - 三浦徳子 / 作曲・編曲 - 佐藤健
エンディングテーマ - 「約束」
歌 - 鹿取容子 / 作詞 - 三浦徳子 / 作曲・編曲 - 佐藤健
挿入歌
「WALKING IN THE SUN」
歌 - 鹿取容子 / 作詞 - 三浦徳子 / 作曲・編曲 - 佐藤健
「恋のサザンウインド」
歌 - 富沢美智恵 / 作詞 - 庄司菜穂子 / 作曲 - 檀雄司 / 編曲 - 富田芳正
「Let's GO!SOUTHERN-CROSS」
歌 - 山中のりまさ / 作詞 - 竜の子プロ文芸部 / 作曲 - 佐藤健 / 編曲 - 和田春彦
第15分隊歌。
「私の白い部屋」
歌 - 富沢美智恵 / 作詞 - 庄司菜穂子 / 作曲 - 檀雄司 / 編曲 - 富田芳正
劇中歌
「STAR DUST MEMORY」
歌 - 影山ヒロノブ / 作詞 - 寺田憲史 / 作曲・編曲 - 檀雄司
第9話の舞台のピアノ・バーで、ジョルジュ・サリバンが歌手として歌う。
影山にとっての事実上初のアニメソングでもある。
「MUSICA」
歌 - 日髙のり子 / 作詞 - 竜の子プロ文芸部 / 作曲・編曲 - 檀雄司
ムジカのハープ状楽器「レーヴェ・フィセル」(Leve ficelle、音声トラック上の発音は「デージピセル」)の伴奏と共に歌われる、即興の望郷歌。
「いのちのはな・生命の花 /（乙女達）」
歌 - 日髙のり子 / 作詞 - 竜の子プロ文芸部 / 作曲・編曲 - 檀雄司
ゾルの民族歌（民族音楽）。第20話「デイ・ドリーム」以降、シリーズ構成 および 演出上の必要性から最終回まで複数回利用されるも、同作品のサウンド・トラック中、唯一音源化がなされていない。
AR (アフター・レコーディング収録) 歌 - 「星のデジャ・ブー」
歌 - 富沢美智恵 / 作詞 - 三浦徳子 / 作曲 - 佐藤健 / 編曲 - フラワーズランド
カバー曲
「星のデジャ・ブー」1984年11月発売、MIOアニメベストセレクション ～エルガイムより～ B面の1曲目に収録。アポロン音楽工業株式会社が発売元である、音楽コンパクトカセット。商品番号：KSF-1442 両面(A-B)合計収録時間39分45秒 。

### 主題歌シングル・サウンドトラックなど
上記のほとんどの曲を収録した アナログ盤（LPレコード によるサウンドトラック）、後の時代に発売された CD 媒体によりデジタル化されたサウンドトラックの大半は、いずれも徳間ジャパンコミュニケーションズ より発売された。また、オープニングとエンディング主題歌の EPレコード (ドーナツ盤) の発売元も同社である。
本シリーズのアナログ盤は、2種類の主題歌（オープニング、エンディング主題歌）を収録したシングル盤(ドーナツ盤) のほか、サウンドトラックが2種類、ジャンヌのリベルテ軍の幼年学校時代を描いたドラマ編（新規挿入歌 2曲）が1種類、先に発売された2種類のサウンドトラックから楽曲を選別した上で シンセサイザー にて編曲した2枚のアルバム（うち1枚は日本コロムビア 発売）を含む合計6枚 が発売された。なお、徳間ジャパンコミュニケーションズ により後の時代にデジタル化されたサウンドトラック（ANL-1029 , ANL-1031）は予算上の諸事情により原盤の音質・音圧調整（リマスタリング）が行われないままでの録音データ移行のため、特にノイズリダクションなどの信号処理 に問題を残したままでのデジタル化となっている。
以下にその詳細を記載する。
| 品番     | 題名 - アルバム名 -                                                                 | 発売元： 盤面形態 ・ 録音方式                           | デジタル化の有無および備考（初回特典など） |
| -------- | ----------------------------------------------------------------------------------- | ------------------------------------------------------- | --- |
| ANS-2011 | 星のデジャ・ブー / 約束                                                             | 徳間ジャパンコミュニケーションズ： シングル ・ アナログ | 未デジタル化。オープニング主題歌／エンディング主題歌を収録。 ただし全2曲の楽曲は全て（シングルカットなどの短縮無し） ANL-1029 にて収録済。 |
| ANL-1029 | 超時空騎団サザンクロス I - シャワー・コロン -                                       | 同上： LP ・ アナログ                                   | 第二弾 ANL-1031 と合併の上で、27ATC-120 (1986年10月25日発売) ,再発売 TKCA-70792（1995年12月21日 発売）の2種類のCD・アルバムによりデジタル化。 |
| ANL-1031 | 超時空騎団サザンクロス II - スター・ダスト -                                        | 同上： LP ・ アナログ                                   | 第一弾 ANL-1029 と合併の上で、27ATC-120 (1986年10月25日発売) ,再発売 TKCA-70792（1995年12月21日発売）の、2種類のCD・アルバム によりデジタル化。 |
| ANL-1035 | 超時空騎団サザンクロス III - メモワール -                                           | 同上： LP ・ アナログ                                   | 未デジタル化。 初回特典: 全12頁のA5変型判の小冊子：第2頁～第5頁『大森英敏』、第6頁～第9頁『北爪宏幸』、残りを『湖川友謙』描き下ろしによるカラー挿絵付属『ジャンヌのダイアリー 』【 ジャンヌ・フランセーズの日記 】がジャケット内部に同封。                                                           |
| ANL-1032 | アニメージュ・ハイテック・シリーズ：超時空騎団サザンクロス - スター・フィールド -   | 同上： LP ・ アナログ                                   | 未デジタル化 。 聖戦士ダンバイン等の数々の箱絵を手がけ、ファンタジックな描画で有名な VFX-JAPAN 理事株式会社ルーデンス代表取締役の増尾隆幸がジャケットを描いた。 初回特典：スパルタス（バトロイド形態）とサイフリート専用の バイオロイド 前期II型・改「ジスタ・ドュール」を描いたポスターが店頭配布。 |
| CX-7196  | デジタル・トリップ・シリーズ ：超時空騎団サザンクロス・シンセサイザー・ファンタジー | 日本コロムビア： LP ・ アナログ                         | 未デジタル化 。 シンセサイザー フェアライトCMI による楽曲作成。ただし DT-013 として CD-R が東海林修 公式ファンサイト限定で通信販売。 |

## 各話リスト
| 話数   | 放送日         | サブタイトル                   | 邦訳                      | 脚本       | 絵コンテ   | 演出       | 作画監督         |
| ------ | -------------- | ------------------------------ | ------------------------- | ---------- | ---------- | ---------- | ---------------- |
| 第1話  | 1984年 4月15日 | プリズナー Prisoner            | 囚人                      | 鳥海尽三   | 長谷川康雄 | 長谷川康雄 | 山村正幸         |
| 第2話  | 4月22日        | メイク・アップ Make-up         | 化粧                      | 鳥海尽三   | 古川順康   | 須永司     | 鈴木英二         |
| 第3話  | 4月29日        | スター・エンゼル Star-angel    | 星 天使                   | 下河内久登 | 康村正一   | 田代文夫   | 山田高広         |
| 第4話  | 5月6日         | ハーフムーン Half-moon         | 半月                      | 下河内久登 | 高野太     | 須永司     | 鈴木英二         |
| 第5話  | 5月13日        | トラブル・シティ Trouble-city  | 混乱都市                  | 鳥海尽三   | 山田勝久   | 長尾粛     | 新井豊 小泉謙三  |
| 第6話  | 5月20日        | プレリュード Prelude           | 前哨戦 （前奏曲）         | 川崎知子   | 矢沢則夫   | 小島正幸   | 野崎恒伸         |
| 第7話  | 5月27日        | ラビリンス Labyrinth           | 迷宮                      | 川崎知子   | 須永司     | 須永司     | なかじまちゅうじ |
| 第8話  | 6月10日        | メタルファイア Metal-fire      | 銃火                      | 下河内久登 | 秦義人     | 秦義人     | 新井豊           |
| 第9話  | 6月17日        | スター・ダスト Star-dust       | 星屑                      | 寺田憲史   | 吉田浩     | 田代文夫   | 山田高広         |
| 第10話 | 6月24日        | アウトサイダー Outsider        | 部外者                    | 下河内久登 | 古川順康   | 鈴木幹雄   | 野崎恒伸         |
| 第11話 | 7月1日         | デジャ・ブー Déjà vu           | 既視感                    | 鳥海尽三   | 長尾粛     | 長尾粛     | 高橋朝雄         |
| 第12話 | 7月8日         | ロストメモリー Lost-memory     | 失われた記憶              | 川崎知子   | 鈴木幹雄   | 鈴木幹雄   | 野崎恒伸         |
| 第13話 | 7月15日        | トリプルミラー Triple-mirror   | 三面鏡                    | 鳥海尽三   | 吉田浩     | 五月女有作 | 高田三郎         |
| 第14話 | 7月22日        | アイアン・レディー Iron-lady   | 鉄の女                    | 寺田憲史   | 秦義人     | 秦義人     | 新井豊           |
| 第15話 | 7月29日        | ラブ・ストーリー Love-story    | 恋愛小説                  | 寺田憲史   | 古川順康   | 古川順康   | 山田高広         |
| 第16話 | 8月5日         | ハンター・キラー Hunter&killer | 索敵と殺戮                | 川崎知子   | 鈴木幹雄   | 鈴木幹雄   | 野崎恒伸         |
| 第17話 | 8月19日        | バイオサイカー Bio-psycher     | 生或る魂達 (テレパシスト) | 鳥海尽三   | 古川順康   | 鈴木幹雄   | 高橋朝雄         |
| 第18話 | 8月26日        | ワンダー・ランド Wonder-land   | 御伽の国                  | 鳥海尽三   | 長谷川康雄 | 五月女有作 | 高田三郎         |
| 第19話 | 9月2日         | クライシス Crisis              | 危機                      | 寺田憲史   | 鈴木幹雄   | 鈴木幹雄   | 野崎恒伸         |
| 第20話 | 9月9日         | デイ・ドリーム Day-dream       | 白昼夢                    | 寺田憲史   | 秦義人     | 秦義人     | 新井豊           |
| 第21話 | 9月16日        | ナイトメア Nightmare           | 悪夢                      | 寺田憲史   | 古川順康   | 古川順康   | 山田高広         |
| 第22話 | 9月23日        | カタストロフ Catastrophe       | 大破局                    | 鳥海尽三   | 小島正幸   | 鈴木幹雄   | 野崎恒伸         |
| 第23話 | 9月30日        | ジェネシス Genesis             | 創世 （創生）             | 鳥海尽三   | 長谷川康雄 | 長谷川康雄 | 高田三郎         |

1984年6月3日は1984年全米女子プロゴルフ選手権中継、8月12日はロサンゼルスオリンピック (1984年)関連の中継番組を放送したため休止。
海外『ロボテック』版では、本編の前に前夜祭的な構成の特別編集版の追加エピソード「ダーナの物語」（Dana's Story）が挿入されるなど、放映サブタイトルが多少異なる。詳細は英語版エピソード・リスト（The Super Dimension Cavalry Southern-Cross#Episode-List）を参照。

### 台本各話リスト
本テレビシリーズは、制作体制を一新した都合上、準備期間が三ヶ月程度と他作品に較べて極端に短く、第6話の脚本ならびに台本完成時までは作品題名も初期案タイトル『超時空連合レグルス』(Regulus , しし座α星の別名であり、シュメールやバビロニアに起源を持つギリシャ語で「（小さな）王」を意味するΒασιλισκος に由来する ラテン語で「（小さな）王」という意味)より改題された「超時空騎団レグルス」（仮題） と未定であったため、各々の話数（エピソード）の副題（サブタイトル）も本放送時に確定したものと多々異なる。
このため、当時のアニメ雑誌〔アニメージュ、マイアニメ、ジ・アニメ、アニメディア、アニメック、月刊OUT 〕に掲載された放送予定表には、初放映時に確定表示された副題の掲載が誌面掲載に間に合わずに、台本に記載の副題（仮の副題）が記載されたり、一方で記事の締切日時により本放送時までに変更された副題が反映されるなど複数の未確定と確定の副題が混在し、当時の読者ならびに視聴者にいたずらに混乱を招いた。以下に台本記載の副題を一覧表として示す。
| 話数   | サブタイトル                                                     | 邦訳                         |
| ------ | ---------------------------------------------------------------- | ---------------------------- |
| 第1話  | シャワー・コロン Shower (eau de) Cologne                         | 入浴香水                     |
| 第2話  | ラビット・ハット Rabbit Hat                                      | 兎帽子                       |
| 第3話  | スター・エンゼル Star-angel                                      | 星 天使                      |
| 第4話  | ナイト・フライト Night-flight                                    | 夜間飛行                     |
| 第5話  | トップ・モード Top-mode                                          | 最先端の流行ファッション     |
| 第6話  | トロピカル・パフェ Tropical Parfait                              | 熱帯風冷菓                   |
| 第7話  | コズミック・ハープ Cosmic Harp                                   | 宇宙的竪琴                   |
| 第8話  | メタルファイア Metal-fire                                        | 銃火                         |
| 第9話  | スター・ダスト Star-dust                                         | 星屑                         |
| 第10話 | アウトサイダー Outsider                                          | 部外者                       |
| 第11話 | デジャ・ブー Déjà vu                                             | 既視感                       |
| 第12話 | ロストメモリー Lost-memory                                       | 失われた記憶                 |
| 第13話 | トリプルミラー Triple-mirror                                     | 三面鏡                       |
| 第14話 | マリー・リターン Marie Return                                    | マリーの帰還                 |
| 第15話 | ラブ・ショック Love Shack                                        | 愛の巣 （愛の衝撃）          |
| 第16話 | サッド・ゲーム Sad Game                                          | 哀しき遊戯                   |
| 第17話 | 「ダカーポ」または「トライアンヴィレート」 Da Capo / Triumvirate | 「回帰」または「三人一組」   |
| 第18話 | ワンダー・ランド Wonder-land                                     | 御伽の国                     |
| 第19話 | トゥー・バトル To Battle                                         | 対戦                         |
| 第20話 | ラブ & ギルト Love & Guilt                                       | 愛と罪                       |
| 第21話 | ホワイ・ノット？ Why not ?                                       | 何故（生きようと）しないの？ |
| 第22話 | ゾルフラワー The Flowres of Zor                                  | ゾル花                       |
| 第23話 | ジェネシス Genesis                                               | 創世 （創生）                |

## 海外での原作版の放映（ロボテック以外）
海外での放映は大半がロボテック第二世代編である " Robotech:Masters " 及びそのロシア語版 " Роботех：Мастера Роботеха ",
（ただし後年原作版で「超時空騎兵団サザンクロス」を意味する Гиперпространственная Кавалерия Южного Креста  も放映）である。
だが、中国圏内ではロボテック版として翻案された「ロボテック：マスターズ」（太空堡垒：機器人統治者）に加えてではあるが、日本の原作版の日本語音声に対して、中華民国（台湾）
においては繁体字の北京語の字幕、香港においては広東語字幕版、及び現地声優による吹き替え版での地上波放送、ケーブルテレビ放送、衛星放送、ビデオCD の発売が行われた。
中華民国（台湾）では中国電視公司にて、民国紀元76年（1987年）1月日から同年6月17日まで毎週金曜日に原作に忠実な「宇宙再生人」こと"超時空騎團南十字星"（超時空騎団サザンクロス） を放映し、1996年から1998年にかけて東視育樂台（Eastern Television / EBC東森綜合）、中都卡通台(Magic TV)、衛視中文台 (Star Chinese Channel)にて「日本語の音声トラックのまま、中文繁体字幕を載せた字幕版」の放送のほか、ユーリオワンリン・ダイナミック精緻音響社（潛力精緻影音有限公司, Yu Luo Wang Ling Dynamic Shading Sound Co., Ltd.) では広東語による吹替版の放送と字幕と吹き替えの音声トラックを収録したビデオCDも発売された。
この版を流用して香港の亜洲電視（亞洲電視有限公司, Asia Television Limited）では1987年に"超時空騎團南十字宮"が放映されたため、本作品の知名度は大陸側中国でロボテック版である「ロボテック：マスターズ」（太空堡垒：機器人統治者）、広東語圏の香港と台湾（中華民国）で原作「超時空騎団サザンクロス」の知名度が高いという逆転状態となっている。
- 詳細は、宇宙再生人を参照されたい。

## 商品化
前作までのタカトクトイスに代わりバンダイがメインスポンサーになった。番組開始時にアニメ雑誌等で公表された情報によると、1/35 縮尺の「スパルタス」及び「オーロラン」の変形玩具を発売する予定となっていたが、関連商品を一切発売しないままスポンサーを離れた。TVCMは当時公開を控えていた『超時空要塞マクロス 愛・おぼえていますか』の商品のものが放映された。
プラモデルは前作「超時空世紀オーガス」までの今井科学・有井製作所に、別系列局（フジ系）放映作品『機甲創世記モスピーダ』の商品化の際から新たにキャラクタープラモに参入したエルエスが加わり、3社共同となった。
ラインアップは1/12スケールの各種アーミング・ダブレットが9種のほか、エルエスから1/48スケールのサイフリート・ヴァイス専用バイオロイド前期II型改（赤）と1/20スケールのフラッシュ・クラッパー（ホバーバイク・ジャンヌのフィギュア付）の2種が発売された。
リアルロボット全盛期で、敵側の搭乗メカが模型化されているにもかかわらず、主人公側の巨大ロボットが一切商品化されないという異例の事態となった。
1/12プラモデルでは、メタル製の足先と肩アーマーや、各部隊のメタルエンブレムのキーホルダー（アリイのみ）が付いていた。肩や腰などの可動部分には、ゴムのパーツが採用されていた。
有井製作所の憲兵隊・ラーナ少尉のアーミング・ダブレットのプラモデルには、装甲を外すと裸の上半身が露出する、現代の用語で言うキャストオフの新機軸が導入され、テレビCMにもその画像が使用された。初版の上半身パーツを収めたブリスターパックの台紙には、「ロリコンを採り入れたボディ（前後）」というキャッチ・フレーズが添えられている。
当初（初版生産分）、エルエスの戦略機甲隊・ジャンヌ少尉のアーミング・ダブレットのプラモには、上記ラーナ少尉に付属した素顔の部品がなく、ヘルメット時の頭部のみだったが、主演声優の富沢美智恵及び当時のファンの強い要望で、第2版から素顔の頭部がブリスターパック入りで付属するようになった。
なお、主役三人娘にはボーナスパーツとして、プラスチック製の六角形台座やハンドバッグ、小銃を肩に担ぐための革ベルト（スリング・ベルト）が付属した。

### ガレージキット
東京都大田区蒲田の「ホビーショップむげん」（現社名「株式会社むげん」）が MPC （マスターピース・コレクション）をもじった MPG (Mugen Project Group) のシリーズ第三弾として、「超時空世紀オーガス」から模型化（ガレージキット）した第一弾1/12「ミムジィ・ラース」、第二弾 1/12「アテナ・ヘンダーソン」に引き続き、シリーズ化 第三弾としてレジンキャスト手法で量産された、縮尺 1/12 の組立式 フィギュアで「ジャンヌ・フランセーズ」を発売していた。

### 海外商品
海外ではロボテックの放映時に、変形可能なスパルタスやバイオロイド（後期I型）、バイオロイド用・飛行橇（『スカイ・スレッド』名義）、ゾル軍の動力付き甲冑（『バイオロイド・ターミネーター』名義）、ヒロインのジャンヌの可動フィギュアが騎乗できる構造のホバーバイク（『HR-32 ホバーサイクル』名義）など、数種の玩具が発売されている。
また、ロボテック公式ストア・ウェブサイトでは、本放送（1985年）から28年経過した2012年4月1日「ジョルジュ・サリバン」役のケント・ハリソン・ヘイズの歌うコンパクト盤（EP盤）ミニアルバムコンパクトディスク(CD)" It's You "（日本語訳「君だけに…」、商品番号 "HGM - RT 1203A"）が発売された。
2018年12月16日、トランスフォーマーの完全変形玩具に関するサードパーティー開発企業である香港所在の " MAAS Toys " は、完全変形玩具としては初の商品となるスパルタス、およびバイオロイド前期II型改（赤塗装、ジスタ・ドュール【 Gister'dohll 】名義）、バイオロイド用飛行橇（『スカイ・スレッド』名義）を発売することを公表した。シリーズ化として後続の企画も進行中とした。ただし、これはMAAS Toysの破産により、立ち消えとなった。
MAAS Toysでの開発と連携し呼応する形で、同じく香港所在の「キッズコンセプト」(KitzConcept)社は、九龍湾・国際貿易展示場 (KITEC)のスター・ホールにて2018年12月14日から16日に掛けて開催された「亞洲玩具展」（英名：TOYSOUL）にてロボテック名義「ダーナ・スターリング」（ジャンヌ・フランセーズ）のコレクションサイズのアクションフィギュアを、甲冑（アーミング・ダブリット）の交換ボディ付属で2019年の冬までに発売することを発表した。
テキサス州に本社を置く「ソーラーフレアー・ゲームズ」(Solarflare games)社は、ロボテックの第二世代編「マスターズ」（原作「超時空騎団サザンクロス」）より地上戦に限定した舞台を扱う " Crisis point " (危機的状況) のボードゲームを2019年発売に向けて開発中であることを告知した。
ただし日本国内では、それらの商品もタツノコとビックウエストの権利裁判闘争の煽りで、日本国内の販売店や通信販売を含めて公式には入手不可能である。

## ネット局
以下の各局は、1984年9月の時点で本作を放送していた局である。特筆のない場合は全て同時ネット。
系列は本放送当時のもの。出典は個別に出典が掲示されてあるもの以外は、右記の出典を使用する。
| 放送地域      | 放送局         | 放送系列               | 備考                                                         |
| ------------- | -------------- | ---------------------- | ------------------------------------------------------------ |
| 近畿広域圏    | 毎日放送       | TBS系列                | 製作局                                                       |
| 北海道        | 北海道放送     | TBS系列                |                                                              |
| 青森県        | 青森テレビ     | TBS系列                |                                                              |
| 岩手県        | 岩手放送       | TBS系列                |                                                              |
| 宮城県        | 東北放送       | TBS系列                |                                                              |
| 山形県        | 山形テレビ     | フジテレビ系列         | 木曜 16:30 - 17:00に放送。                                   |
| 福島県        | テレビユー福島 | TBS系列                |                                                              |
| 関東広域圏    | 東京放送       | TBS系列                |                                                              |
| 山梨県        | テレビ山梨     | TBS系列                |                                                              |
| 新潟県        | 新潟放送       | TBS系列                |                                                              |
| 長野県        | 信越放送       | TBS系列                |                                                              |
| 静岡県        | 静岡放送       | TBS系列                |                                                              |
| 富山県        | 富山テレビ     | フジテレビ系列         | 1984年9月24日から1985年2月25日まで、月曜 17:20 - 17:50に放送 |
| 石川県        | 北陸放送       | TBS系列                |                                                              |
| 中京広域圏    | 中部日本放送   | TBS系列                |                                                              |
| 鳥取県 島根県 | 山陰放送       | TBS系列                |                                                              |
| 岡山県 香川県 | 山陽放送       | TBS系列                |                                                              |
| 広島県        | 中国放送       | TBS系列                |                                                              |
| 山口県        | テレビ山口     | TBS系列 フジテレビ系列 |                                                              |
| 高知県        | テレビ高知     | TBS系列                |                                                              |
| 福岡県        | RKB毎日放送    | TBS系列                |                                                              |
| 長崎県        | 長崎放送       | TBS系列                |                                                              |
| 熊本県        | 熊本放送       | TBS系列                |                                                              |
| 大分県        | 大分放送       | TBS系列                |                                                              |
| 宮崎県        | 宮崎放送       | TBS系列                |                                                              |
| 鹿児島県      | 南日本放送     | TBS系列                |                                                              |
| 沖縄県        | 琉球放送       | TBS系列                |                                                              |